# Pulverturm (Coesfeld)

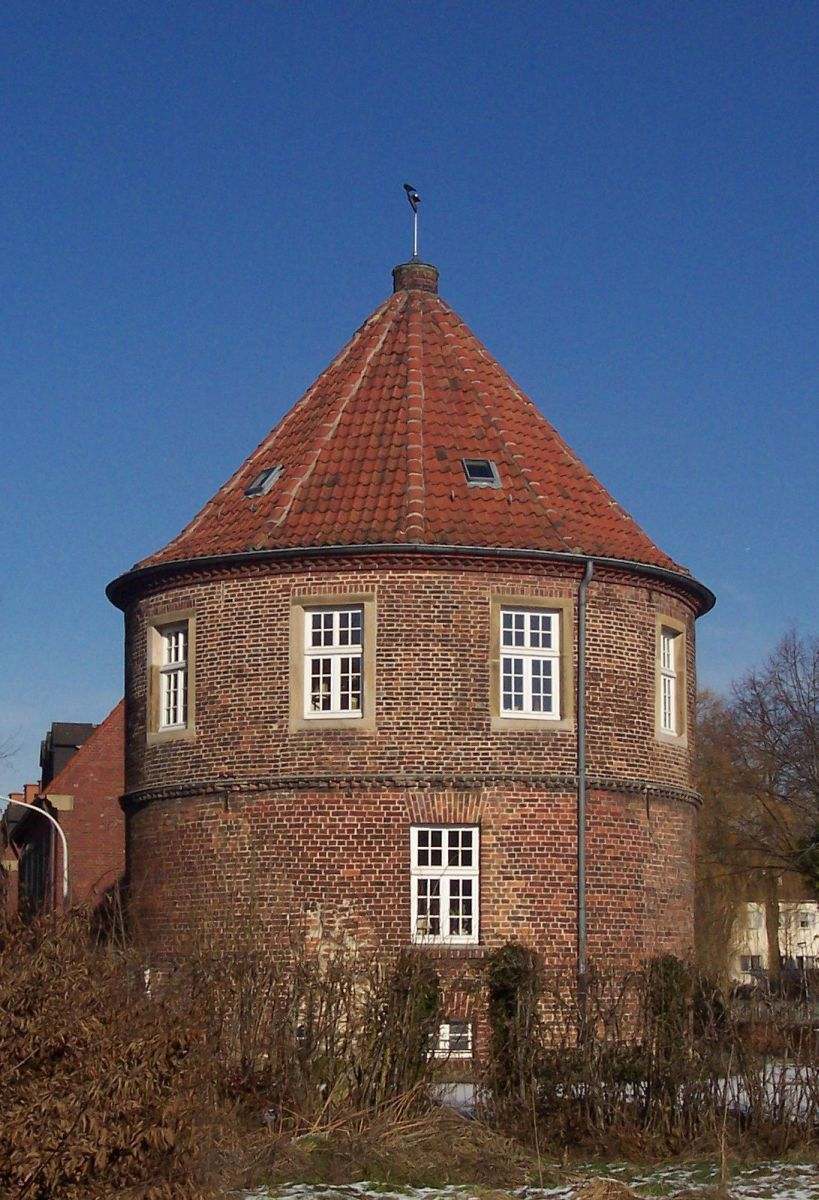
Pulverturm in Coesfeld

Der Pulverturm in Coesfeld stammt aus dem 14. Jahrhundert und geht auf die ehemaligen Befestigungsanlagen der Stadt zurück.
Ursprünglich wurde der Pulverturm in Form eines dreigeschossigen Wehrturms mit Spitzkegeldach als Bestandteil der Stadtbefestigung zwischen Münstertor und Walkenbrückentor errichtet. Wegen der Nähe zum Kloster Marienbrink der Coesfelder Augustinerinnen wurde er zunächst Schwesternturm, Süstern Torn und auch Nonnenturm genannt. Während der Zeit der Hexenverfolgung ereigneten sich schlimme Dinge in diesem Turm. Im Dreißigjährigen und im Siebenjährigen Krieg nutzten Besatzer diesen Turm. 1762 wurde er teilzerstört und verfiel zur Ruine. 1806 erwarb Engelbert Vissing Areale des 1803 aufgelösten Klosters und baute in der Folge den Turm wieder auf. Für rund 100 Jahre zählte er zum Umfeld der Lederwarenfabrik Vissing. Er wurde Anfang des 20. Jahrhunderts von der Stadt Coesfeld erworben und etwa seitdem Pulverturm genannt. Am 21. März 1945 wurde er bei der Bombardierung von Coesfeld getroffen und brannte aus. Nach dem Krieg wurde er renoviert und diente bis 1997 als Privatwohnung einer Familie. Ab 2002 übernahm der Heimatverein von Coesfeld die Nutzung und Unterhaltung des denkmalgeschützten Gebäudes.